# سووتسکی تیومنسکایا
سووتسکی تیومنسکایا فرودگاهی عمومی واقع در سووتسکیی، ناحیه خودگردان خانتی-مانسی در کشور روسیه است.

## شرکت‌های هواپیمایی و مقصدهای پروازی
| شرکت‌های هواپیمایی     | مقصدهای پروازی                                              |
| --------------------- | ----------------------------------------------------------- |
| Gazpromavia           | آناپا، Beloyarsky، پاشکوفسکی، ونوکووا، نادیم، سوچی، کولتسوو |
| Orenburzhye           | خانتی-مانسییسک، کولتسوو                                     |
| Severstal Air Company | پالکوو                                                      |
| یوتی‌ایر اوییشن        | Beloyarsky، رسچینو                                          |
| یامال ایرلاینز        | دوموده‌دوو                                                   |